# Igreja de Nossa Senhora do Monte Serrat (Santos)
Igreja de Nossa Senhora do Monte Serrat é uma igreja localizada na cidade brasileira de Santos, no topo do Monte Serrat e cujas origens remetem ao final do século XVI, mais precisamente ao ano de 1599. Tal como seu próprio nome sugere, trata-se de uma paróquia em devoção à Nossa Senhora do Monte Serrat, que se iniciou no Brasil graças ao trabalho de monges beneditinos que logo no primeiro século da chegada dos europeus ao país fundaram a Abadia da Virgem do Montserrat, no Rio de Janeiro.